# Robert Schlumberger von Goldeck

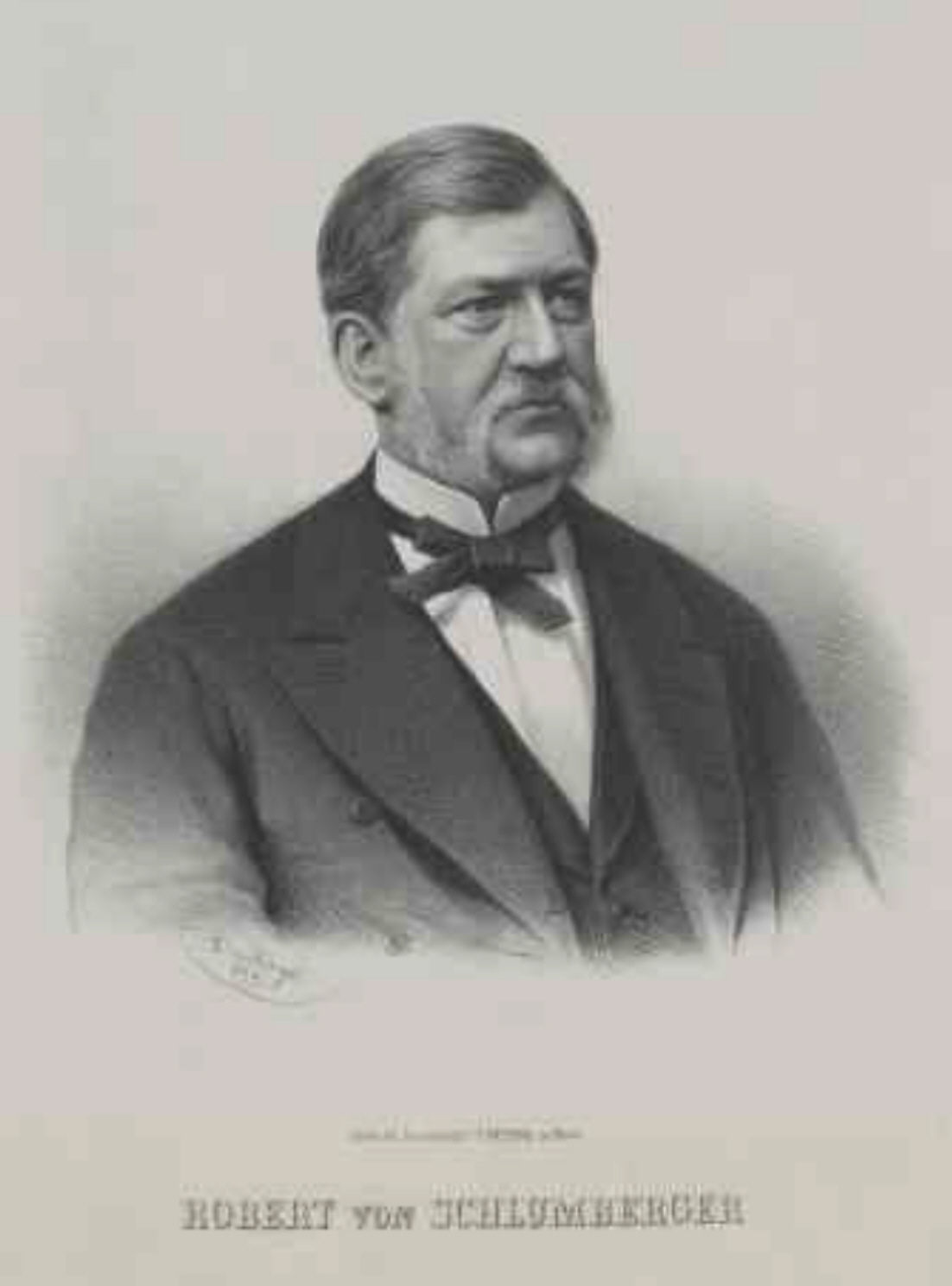
Robert Schlumberger (Lithographie von Adolf Dauthage, 1879)

Robert Alwin Schlumberger Edler von Goldeck (* 12. September 1814 in Stuttgart; † 13. Juli 1879 in Vöslau, Niederösterreich) war ein österreichischer Sekthersteller und Unternehmer.

## Leben
Robert Schlumberger, der in Stuttgart aufwuchs, musste nach dem Tod seines Vaters, mit 14 Jahren die Schule abbrechen und eine Lehre in einem Papierhandelsgeschäft beginnen. Als Kaufmann arbeitete er später in der Champagner-Kellerei Ruinart Père et Fils in Reims in Frankreich, wo er bis zum Kellermeister und Produktionsleiter aufstieg. Auf einer Rheinfahrt lernte er die Wienerin Sophie Kirchner, die Tochter eines Knopffabrikanten, kennen. Da ihre Eltern einer Übersiedlung nach Frankreich nicht zustimmten, übersiedelte Schlumberger 1842 nach Österreich und heiratete Sophie. Mit dem Ziel, hier ebenfalls eine Sektkellerei zu eröffnen, pachtete er vom herrschaftlichen Zehentkeller in Bad Vöslau Weingärten am sogenannten Goldeck im Maital.
Bereits im Folgejahr spezialisierte er sich auf Schaumweine, die er nach der Methode der Champagne erzeugte, und brachte so in Österreich den ersten weißen Schaumwein auf den Markt. In der Folge kaufte er auf Grund der Bodenbeschaffenheit in Vöslau die Weingärten in der Riede Goldeggen, wo auch die Reben für den Rotwein, den er ab 1844 produzierte, ausgezeichnet gediehen. Seine Weine bekamen bereits 1845 sowohl in London als auch bei der Wiener Gewerbeausstellung Auszeichnungen. Weitere Medaillen erhielt er 1854 in München, 1855 in Paris, 1861 in London, 1865 in Dublin, 1866 in Wien. 1862 kam der Vöslauer Sparkling, wie er den Schaumwein inzwischen nannte, auf die Weinkarte der britischen Königin Victoria. Auch in Wien wurde Schlumberger zum K.u.k. Hoflieferanten.
Mit dem Namen Vöslauer Goldeck wurde auch eine Cuvée von ihm zum Markenschutz angemeldet. Es ist dies die älteste Weinmarke Österreichs. Schlumberger schickte seinen Vöslauer Goldeck auf der Novara auf Testreisen für den Export. Der Vöslauer Schaumwein fand sogar Eingang in die Literatur.
Von seinem Unternehmen ausgehend gründete er auch zahlreiche Filialen im Ausland, wie 1863 in London oder 1876 in Berlin. Vertretungen hatte er auch in den Vereinigten Staaten. In seiner neuen Heimat in Bad Vöslau war Schlumberger von 1864 bis 1870 Bürgermeister der Gemeinde. Ein Jahr vor seinem Tod im Jahr 1878 wurde Schlumberger noch als Edler von Goldeck in den erblichen Adelsstand erhoben.
Nach dem Tod des Firmengründers wurde das Unternehmen als offene Handelsgesellschaft aufgeteilt auf seine drei Söhne: Otto Schlumberger von Goldeck (1846–1934), Finanzen, Einkauf; Gustav Schlumberger von Goldeck (1848–1921), Absatz im In- und Ausland, sowie Robert Schlumberger von Goldeck (1850–1939), Landwirtschaft.
Die Sektkellerei Schlumberger in Wien und das Weingut in Vöslau wird heute von der Underberg AG betrieben.